# حركة القوة السوداء
تُؤكد حركة القوة السوداء (بالإنجليزية: Black Power movement)‏ على الفخر العنصري والتمكين الاقتصادي وإنشاء مؤسسات سياسية وثقافية للأفارقة الأمريكيين في الولايات المتحدة.